# Mühlbach (Chiemsee, Breitbrunn)
Der Mühlbach, im Oberlauf Moosbach, ist ein Fließgewässer im bayerischen Landkreis Traunstein. Der Bach entsteht im Lienzinger Filz als Moosbach und fließt zunächst als solcher bis Breitbrunn. Dort wird er aufgestaut und fließt als Mühlbach weiter, bis er nach mehreren Knicken in den Chiemsee mündet.